# ريان سواريز
ريان سواريز (بالإنجليزية: Ryan Suarez)‏ هو لاعب كرة قدم أمريكي في مركز الدفاع، ولد في 28 يوليو 1977 في روزفيل في الولايات المتحدة. شارك مع منتخب الولايات المتحدة لكرة القدم. أما مع النوادي، فقد لعب مع فانكوفر وايتكابس ولوس أنجلوس غلاكسي ونادي دالاس ونادي شيفاز يو إس أي ونيويورك ريد بولز.

## وصلات خارجية
- ريان سواريز على موقع الدوري الأمريكي (الإنجليزية)
- ريان سواريز على موقع قاعدة بيانات كرة القدم.إي يو (الإنجليزية)
- ريان سواريز على موقع ناشيونال فوتبول تيمز (الإنجليزية)